# Egybolis dohertyi
Egybolis dohertyi är en fjärilsart som beskrevs av Rothschild 1901. Egybolis dohertyi ingår i släktet Egybolis och familjen nattflyn. Inga underarter finns listade i Catalogue of Life.